# Lista de bispos de Vila Real
Nesta lista constam os Bispos Diocesanos da Diocese de Vila Real, criada em 1922.

## Bispos de Vila Real
| Nº | Retrato | Prelado                                                      | Mandato                                     | EP      | Observações                                                                                   | Brasão |
| -- | ------- | ------------------------------------------------------------ | ------------------------------------------- | ------- | --------------------------------------------------------------------------------------------- | ------ |
| 1  |         | Arcebispo D. João Evangelista de Lima Vidal 1874–1958 († 83) | 23 de Maio de 1923 31 de Maio de 1933       | 10 anos | Antes Bispo de Angola e Congo, Arcebispo Auxiliar de Lisboa Nomeado Arcebispo-Bispo de Aveiro |        |
| 2  |         | D. António Valente da Fonseca 1884–1972 († 87)               | 31 de Maio de 1933 10 de Janeiro de 1967    | 33 anos | Antes Bispo Auxiliar de Vila Real                                                             |        |
| 3  |         | D. António Cardoso Cunha 1915–2004 († 88)                    | 10 de Janeiro de 1967 19 de Janeiro de 1991 | 24 anos | Antes Bispo Auxiliar de Beja, Bispo Coadjutor de Vila Real                                    |        |
| 4  |         | D. Joaquim Gonçalves 1936–2013 († 77)                        | 19 de Janeiro de 1991 17 de Maio de 2011    | 20 anos | Antes Bispo Auxiliar de Braga, Bispo Coadjutor de Vila Real                                   |        |
| 5  |         | D. Amândio Tomás 1943 (81 anos)                              | 17 de Maio de 2011 11 de Maio de 2019       | 7 anos  | Antes Bispo Auxiliar de Évora, Bispo Coadjutor de Vila Real                                   |        |
| 6  |         | D. António Augusto Azevedo 1962 (62 anos)                    | 11 de Maio de 2019 Presente                 | 5 anos  | Antes Bispo Auxiliar do Porto                                                                 |        |